# Temporada de huracanes en el Atlántico de 1982
La temporada de huracanes en el Atlántico de 1982 comenzó oficialmente el 1 de junio de 1982, y se prolongó hasta el 30 de noviembre de 1982. Estas fechas convencionalmente delimitan el período de cada año, cuando la mayoría de ciclones tropicales se forman en la cuenca atlántica.
Pocas tormentas se formaron en 1982, y las que sí lo hicieron fueron en general débiles y se mantuvieron en el mar. La tormenta más mortal de la temporada fue la tormenta tropical Beryl, en el que murieron 115 personas al cruzar la isla de Cabo Verde. Otras importantes fueron las tormentas: Huracán Alberto, que causó inundaciones torrenciales en el oeste de Cuba, El huracán Debby, que llegó a Categoría 4, y una tormenta subtropical, que se formó y se trasladó a través de Florida.

## Actividad de la temporada
La temporada 1982 fue baja en actividad, con sólo seis tormentas formadas. La temporada comenzó temprano, con el huracán Alberto que se formó el primer día de la temporada. Alberto amenazó el Suroeste de la costa de Florida como una tormenta tropical, causando veintitrés víctimas mortales en Cuba. La siguiente tormenta, una tormenta subtropical, se formó en junio y afectó a la misma zona que Alberto. La tormenta subtropical causó $10 millones de dólares en daños.
La tormenta tropical Beryl se formó el 28 de agosto, después de un tranquilo mes de julio, en el océano Atlántico. Beryl rozó Cabo Verde, matando a 115 personas. La Depresión Tropical Tres se formó justo después de Beryl, recorriendo el este y el norte del mar Caribe a principios de septiembre. Poco después de la disipación de Beryl, la tormenta tropical Chris se formó en el golfo de México el 9 de septiembre. Chris se quedó en una tormenta débil, tocando tierra cerca de Sabine Pass, Texas y se disipó sobre la tierra el 13 de septiembre. El huracán Debby, fue la siguiente tormenta y la más fuerte de la temporada. La etapa de formación de Debby produjo precipitaciones en Puerto Rico y el fortalecimiento de pronto en un Gran Huracán de categoría 4. Debby pasó por Terranova el 18 de septiembre y se fusionó con un frente no tropical el 20 de septiembre. A mediados de septiembre, la Depresión Tropical Seis se formó al oeste de África, y tuvo un recorrido de este-noreste, disipando antes de llegar a las Islas de Sotavento, el 20 de septiembre. Un remanente de la tormenta siguió moviéndose hacia el oeste-noroeste, formando la Depresión Tropical siete que se trasladó cerca de las Bermudas el 25 de septiembre antes de disiparse en la costa de Nueva Escocia. La última tormenta de la temporada, la tormenta tropical Ernesto, fue  la tormenta menos duradera de la temporada y se quedó en el mar, disipándose el 3 de octubre.
La temporada fue muy inactiva por un fuerte cizallamiento vertical debido a los vientos superiores del oeste más fuertes de lo normal. La cizalladura del viento fue contribuida por una variedad de factores, entre ellos El Niño. La cizalladura vertical del viento fue lo suficientemente fuerte como para interrumpir la convección en las zonas de mal tiempo y hacer que no podusieran desarrollarse. El Niño que afectó a esta temporada de huracanes se extendió a la temporada de 1983. La concentración superior a la media de polvo en suspensión en África durante la parte más activa de la temporada de huracanes, podría haber suprimido la actividad de ciclones tropicales.

## Tormentas

### Huracán Alberto
El 1 de junio, una depresión tropical se formó frente a la parte occidental de Cuba a partir de un sistema de nubes organizado. Se trasladó lentamente hacia el nordeste a través del golfo de México, y, se fortaleció en la tormenta tropical Alberto el 3 de junio. Alberto viajó en general hacia el noreste en un curso irregular, y brevemente se intensificó en un huracán categoría 1, uno de los más tempranos huracanes de junio. Alberto rápidamente se debilitó en una tormenta tropical, se movió de nuevo hacia el oeste, y se disipó cerca de Florida el 6 de junio. Alberto es un ejemplo de una tormenta que entra en el golfo de México y se disipa sin llegar a tocar tierra, que es un caso inusual.
A pesar de que la tormenta nunca llegó a tierra, se registraron 23 muertos en Cuba debido a las grandes inundaciones. El sur de Florida sufrió una precipitación moderada, con un pico de lluvias de 418,33 mm en Tavernier.

### Tormenta Subtropical Uno
La primera tormenta subtropical de la temporada se formó en la parte oriental-central del golfo de México el 18 de junio, y tomó un curso casi en línea recta hacia el noreste durante la totalidad de su vida. Cruzó la península de Florida esa noche, provocando la emisión de numerosas severas tormentas y advertencias de tornados. La tormenta siguió, cruzando Carolina del Norte, y mantuvo su fuerza hasta el 20 de junio cuando se convirtió en extratropical cerca de Terranova.
La tormenta subtropical Uno causó tres muertos en Florida, hundió un barco de pesca de arrastre frente a las costas de Carolina del Norte, y causó 10 millones de dólares en daños (1982 USD, $20 millones USD 2005).

### Tormenta Tropical Beryl
Una onda tropical se movió frente a las costas de África el 27 de agosto, y rápidamente se organizó en una depresión tropical. Al final del 28 de agosto, se intensificó en la tormenta tropical Beryl, y pasó justo al sur de Cabo Verde. La tormenta se intensificó de manera constante, y el pico alcanzó vientos de 122,65 km/h el 31 de agosto. Apareció un ojo desarrollado en imágenes obtenidas por satélite, aunque rápidamente desapareció debido al aumento del cizallamiento en los niveles superiores. El 2 de septiembre, Beryl se debilitó a depresión tropical, y el 6 de septiembre se disipó al norte de las Antillas Menores.
Al principio  , la tormenta tropical Beryl produjo fuertes lluvias y vientos en la isla de Sal en Cabo Verde, la isla fue la más golpeada por la tormenta. La tormenta causó daños moderados en todo el archipiélago, un total de $3 millones (1982 USD) en daños. El paso de Beryl también causó 115 víctimas en el país.

### Tormenta Tropical Chris
Una zona de baja presión se desarrolló el 8 de septiembre en el golfo de México. Se movió hacia el oeste, y al día siguiente se organizó en una depresión subtropical. Bajo la influencia de un frente de baja presión, la depresión giró hacia el norte, y se organizó cada vez mejor hasta convertirse en la tormenta tropical Chris por la tarde del 10 de septiembre. La tormenta alcanzó picos de viento de 104,60 km/h antes de tocar tierra cerca de Paso Sabine en Texas. Chris continuó hacia el interior hasta que se disipó sobre el centro de Arkansas el 13 de septiembre. Antes de tocar tierra, 6500 personas fueron evacuadas del sur de Luisiana, mientras que muchos de los trabajadores del petróleo fueron evacuados hacia el interior.
Chris produjo precipitaciones moderadas a lo largo de su camino, llegando a un máximo de 406,4 mm en Delhi, Luisiana, con totales de más de 254 mm en Misisipi y Tennessee. Las lluvias causaron graves inundaciones a nivel local en el interior de Tennessee y Kentucky, con desbordamiento de algunos ríos. La tormenta generó 9 tornados, de los cuales 4 fueron F2 o más fuertes en la escala Fujita. En tierra, el huracán produjo un aumento de 1,5 metros en la marea, lo que resultó en graves daños a varios barcos en el golfo de México. A lo largo de su camino, los daños ascendieron a 2 millones de dólares (1982 USD).

### Huracán Debby
La vida de Debby comenzó como una onda tropical, que degeneró poco después de salir de la costa de África. La onda viajó al otro lado del Atlántico, y se organizó en una depresión tropical en la costa norte de Haití el 13 de septiembre. La depresión se giró hacia el norte y se fortaleció primero en una tormenta tropical y después en un huracán. El huracán Debby siguió una trayectoria hacia el norte-noreste, rozando Bermudas con fuerza de tormenta tropical. Continuó fortaleciéndose en su movimiento hacia el norte, alcanzando un viento máximo de 217,26 km/h. Los vientos de tormenta tropical se registraron también en Terranova cuando Debby pasó el 18 de septiembre. La tormenta aceleró y comenzó a debilitarse en las frías aguas del Atlántico norte. Debby se fusionó con un fuerte sistema no tropical cruzando las islas británicas el 20 de septiembre.
El perturbación precursora de Debby produjo lluvias torrenciales en Puerto Rico, alcanzando un máximo de 326,64 mm en la parte suroeste de la isla. Sólo daños menores se asociaron con Debby.

### Tormenta Tropical Ernesto
Una onda tropical se formó frente a las costas de África el 23 de septiembre. El lado oeste de la onda se expandió y fue declarada como depresión tropical seis el 30 de septiembre. La depresión se intensificó, e hizo un giro brusco el 1 de octubre. Un avión de la Fuerza Aérea encontró vientos de 64,37 km/h con una presión de 1003 hPa y a la depresión se le dio el nombre de Ernesto. Un segundo avión de la Fuerza Aérea el 2 de octubre encontró vientos de 114,26 km/h con una presión de 997 hPa. Para el 3 de octubre, Ernesto ya no era identificable después de haberse fusionado con un frente extratropical. Ernesto nunca se acercó a tierra y no causó ningún daño.

## Energía Ciclónica Acumulada (ECA)
| ACE (104kt²) – Storm: Source | ACE (104kt²) – Storm: Source | ACE (104kt²) – Storm: Source | ACE (104kt²) – Storm: Source | ACE (104kt²) – Storm: Source | ACE (104kt²) – Storm: Source | ACE (104kt²) – Storm: Source | ACE (104kt²) – Storm: Source | ACE (104kt²) – Storm: Source |
| ---------------------------- | ---------------------------- | ---------------------------- | ---------------------------- | ---------------------------- | ---------------------------- | ---------------------------- | ---------------------------- | ---------------------------- |
| 1                            | 18.2                         | Debby                        | 2                            | 5.45                         | Beryl                        | 3                            | 2.06                         | Alberto                      |
| 4                            | 1.65                         | Ernesto                      | 5                            | 1.29                         | Chris                        |                              |                              |                              |
| Total= 28.5962 (29)          |                              |                              |                              |                              |                              |                              |                              |                              |

La tabla a la derecha muestra la Energía Ciclónica Acumulada (ECA) para cada ciclón tropical formado durante la temporada. El ECA es, a grandes rasgos, una medida de la energía del huracán multiplicado por la longitud del tiempo que existió, así como de huracanes particularmente intensos. Cuanto más tiempo dure y más intenso sea el huracán conllevará una ECA más alta. El valor de ECA sólo se calcula para sistemas tropicales de 34 nudos (39 mph, 63 km/h) o más y tormentas tropicales fuertes.

## Nombres de las tormentas
Los siguientes nombres fueron usados para nombrar las tormentas que se formaron en el Atlántico Norte en el 1981. No se retiró  ningún nombre, por lo que fue utilizado nuevamente en el 1988. Fue la primera utilización de estos nombres desde el cambio de denominación después de 1978, con excepción de Florence y Helene que habían sido utilizados anteriormente en 1954, 1958, 1960 y 1964. Los nombres que no han sido asignados están marcados en gris.
| - Alberto - Beryl - Chris - Debby - Ernesto - Florence (sin usar) - Gilbert (sin usar) | - Helene (sin usar) - Isaac (sin usar) - Joan (sin usar) - Keith (sin usar) - Leslie (sin usar) - Michael (sin usar) - Nadine (sin usar) | - Oscar (sin usar) - Patty (sin usar) - Rafael (sin usar) - Sandy (sin usar) - Tony (sin usar) - Valerie (sin usar) - William (sin usar) |

### Nombres retirados
La Organización Meteorológica Mundial decidió no retirar ningún nombre en 1981 por considerarse que ningún huracán provocó daños mayores y perdidas humanas considerables.